# Jacob Kohnstamm

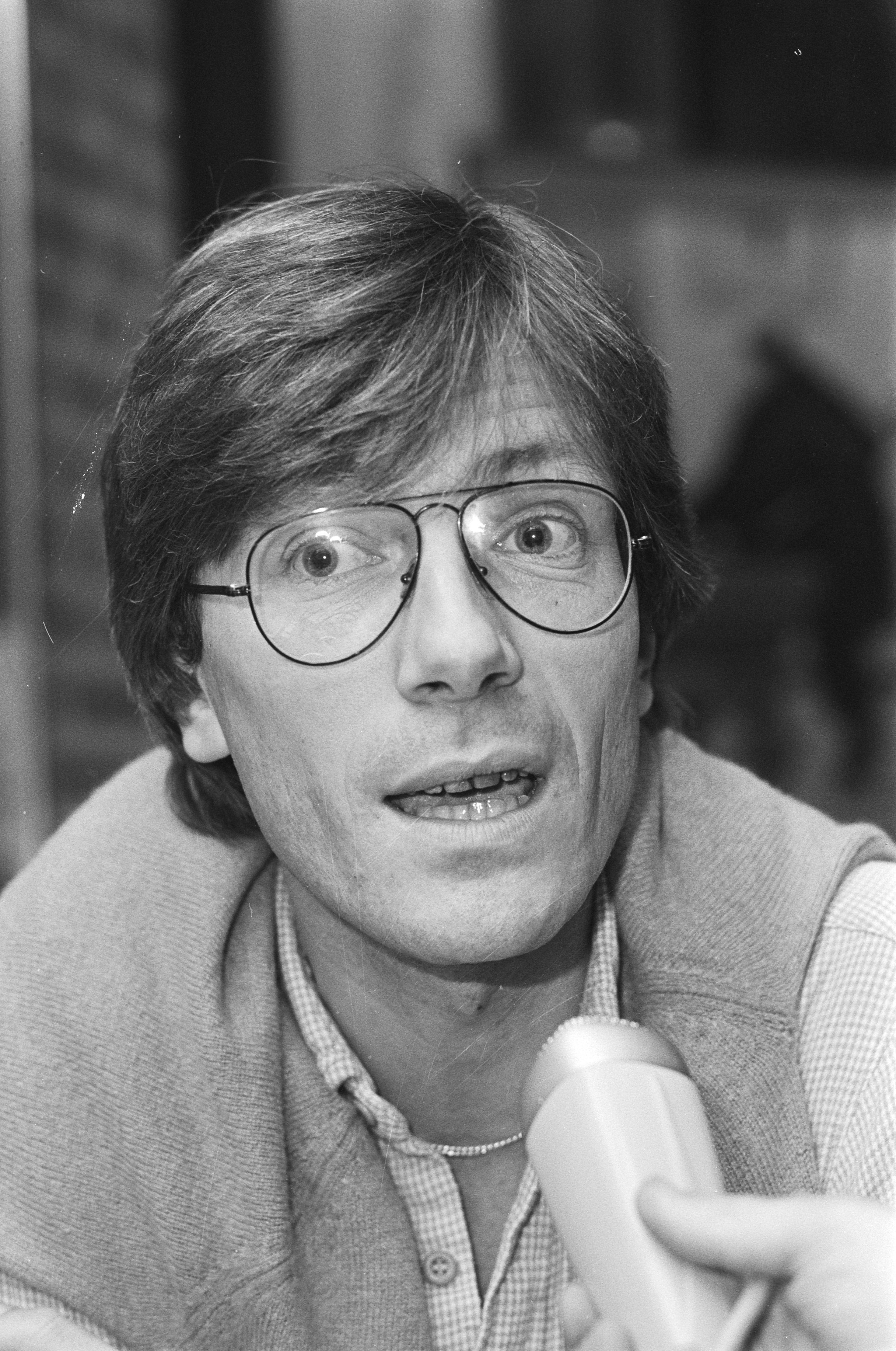
Jacob Kohnstamm, 1982

Jacob Kohnstamm (* 14. November 1949 in Wassenaar) ist ein niederländischer Politiker. Er gehört der linksliberalen Partei Democraten 66 (D66) an. Seit April 2018 leitet Kohnstamm die Datenschutzbehörde der Kanalinsel Jersey. Von 2004 bis 2014 war er Leiter des College Bescherming Persoonsgegevens, der Datenschutzbehörde der Niederlande. 
Nach einem Studium der Rechtswissenschaften an der Universität von Amsterdam war Kohnstamm zwischen 1977 und 1981 sowie zwischen 1982 und 1986 als Rechtsanwalt tätig. 1981 wurde er zum Mitglied des Abgeordnetenhauses gewählt und war Sprecher der D66 in den Bereichen Verteidigung, Polizei und Justiz. Von 1982 bis 1986 war er Parteivorsitzender. Zwischen 1986 und 1994 war Kohnstamm wieder Mitglied des Abgeordnetenhauses. In seiner ersten Amtsperiode war er Sprecher für Innere Angelegenheiten, Polizei und den Nahen Osten. In der Parlamentsperiode von 1989 bis 1994 war er Sprecher für die Bereiche Gesundheit, Polizei und Naher Osten. Von 1999 bis 2004 war er Mitglied der Ersten Kammer. 
Kohnstamm hatte schon vor seiner Bestellung zum Vorsitzenden der niederländischen Datenschutzbehörde eine Reihe von öffentlichen Ämtern inne, unter anderem den Vorsitz des Gremiums für Informations- und Kommunikationstechnologie der Polizei. Von 1994 bis 1998 war er Staatssekretär für Innere Angelegenheiten. Kohnstamm vertrat zudem die Niederlande in der Artikel-29-Datenschutzgruppe, die er von 2010 bis 2014 als Vorsitzender leitete.